# Shibaraku

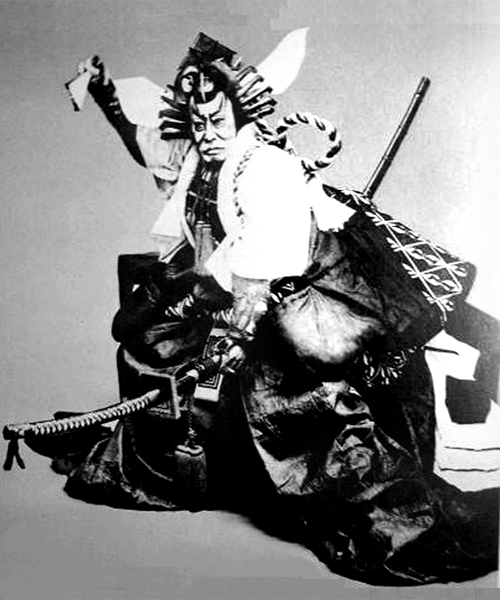
Ichikawa Danjūrō IX nei panni di Kamakura Gongorō Kagemasa in una rappresentazione di Shibaraku del novembre 1895.

Shibaraku (暫, しばらく), in italiano letteralemente "Solo un momento!", è un'opera facente parte del genere teatrale giapponese kabuki, inclusa nella famosa raccolta Kabuki jūhachiban ("Le diciotto grandi opere kabuki"). Gli sgargianti costumi e trucchi (kumadori) indossati dagli attori nelle varie scene, tipici dello stile aragoto, hanno fatto di quest'opera quella che è probabilmente l'opera kabuki più famosa in Occidente, dove è diventata lo stereotipo di questo tipo di rappresentazioni teatrali.
La Shibaraku, avente una durata di circa 50 minuti, non è una vera e propria opera, quanto piuttosto una tragedia breve inserita durante gli interludi di un'opera o tra due opere per mantenere viva l'attenzione e l'interesse del pubblico. Oggi la Shibaraku è ancora una delle più famose opere kabuki e viene spesso rappresentata in occasioni speciali, come nel caso delle shūmei  (襲名?) (letteralmente "successione del nome"), fastose cerimonie di battesimo tenute nei teatri kabuki in cui gli attori ricevono un nuovo nome d'arte.

## Storia
Scritta e messa in scena per la prima volta da Ichikawa Danjūrō I nel 1697 presso il teatro Nakamura-za di Edo, l'opera divenne sin da subito molto popolare e fu presto inclusa nelle celebrazioni kaomise svolte annualmente in ogni teatro di Edo. Per più di un secolo, il ruolo del protagonista maschile fu frequentemente cambiato, a seconda dei gusti del teatro e della compagnia teatrale, finché, nei primi anni del diciannovesimo secolo, l'opera fu standardizzata da Danjūrō VII e poi rielaborata alla fine dello stesso secolo da Danjūrō IX. Proprio quest'ultima è la versione che viene rappresentata ai nostri giorni.

## Trama
Come nel caso di molte altre opere kabuki, sia i personaggi che le ambientazioni hanno cambiato il loro nome diverse volte nel corso dei secoli. La versione moderna dell'opera ruota attorno alla figura di Kamakura Gongorō Kagemasa, samurai realmente esistito nell'undicesimo secolo, famoso per il suo coraggio e per aver continuato a combattere dopo aver perso un occhio in battaglia nella guerra Gosannen, divenuto nel tempo lo stereotipo dell'eroe per il teatro kabuki.
La storia si svolge di fronte al santuario Tsurugaoka Hachiman, dove un perfido aristocratico (la cui identità è cambiata nel corso del tempo e che nella versione moderna è Kiyohara no Takehira, signore della guerra del periodo Heian), dopo aver usurpato il potere, ha preso prigionieri diversi membri della famiglia reale, inclusi il principe Kamo Yoshitsuna e la principessa Katsura. Una degli scagnozzi di Kiyohara, Lady Teruha, prova qui a persuaderlo a non uccidere i prigionieri di fronte al tempio, onde evitare la rabbia degli Dei.
Come risposta, Kiyohara convoca, in aggiunta ad altri quattro feroci guerrieri già ai suoi ordini, un combattente ancora più forte e coraggioso chiamato Narita Gorō. Assieme a questi cinque guerrieri, Kiyohara si esibisce quindi nella Haradashi, una danza utilizzata per mostrare sia al pubblico che ai prigionieri tutta la loro potenza (una cosa che ricorda l'Haka del popolo Maori) e, una volta terminato, ordina di giustiziare la famiglia reale.
Nel momento cruciale in cui i guerrieri sono sul punto di tagliare la testa ai prigionieri con le proprie spade, si ode il tremendo grido "Shibaraku!" ("Solo un momento!") provenire da dietro il sipario (agemaku). Appare quindi l'eroe che entra in scena sull'hanamichi (una passerella rialzata che si estende dal palcoscenico verso il pubblico) in uno sgargiante costume (recante il mon della famiglia di attori degli Ichikawa Danjūrō, formato da tre quadrati inscritti l'uno dentro l'altro) e truccato con brillanti strisce rosse. Una volta arrivato sul palco, Gongorō si siede su uno sgabello (aibiki) e, in un particolare tipo di monologo chiamato tsurane, racconta la sua storia. Durante questa fase si capisce come egli sia dotato di una forza sovrumana, riuscendo a scacciare alcuni degli scagnozzi di Kiyohara solamente dopo averli guardati negli occhi. 
Una volta finito il monologo, l'eroe si dirige verso il suo antagonista e lo accusa di aver usurpato il potere e, solo con le parole e senza ancora utilizzare la violenza, lo persuade a restituire il sigillo e la spada imperiale rubata, la Tomokirimaru, e Lady Teruha, che si rivela essere una parente di Gongorō, le riconsegna al principe. Mostrando al malvagio aristocratico l'illegittimità delle sue azioni, usando di nuovo solamente le parole, l'eroe riesce poi a far liberare la famiglia reale e suoi servitori, che fuggono con Teruha.
A questo punto Gorō ordina ai soldati di Takehira di lanciare un attacco finale a Gongorō. Vedendosi circondato, questi estrae la sua enorme spada e, con un singolo colpo, taglia la testa a tutti i soldati per poi esibirsi in una Mie, ossia una posa intenzionalmente esagerata, in cui mostra la sua forza sovrumana. Takehira è quindi definitivamente sconfitto e, quando l'eroe lascia il palcoscenico e torna sull'hanamichi, egli alza le mani, assieme ai suoi cinque guerrieri, in segno di rispetto per un combattente così potente.
Una volta calato il sipario, Gongorō si esibisce nella Roppō ("volare in sei direzioni", una tecnica che vede l'attore lasciare l'hanamichi esagerando i suoi movimenti), uscendo di scena.

## Curiosità
L'opera è stata scritta da Danjūrō I e si dice debba il suo titolo da un fatto realmente accaduto allo stesso Danjūrō I. In una particolare occasione, quando gli attori della sua compagnia si erano rifiutati di dargli il segnale per la sua entrata sul palcoscenico, Danjūrō gridò drammaticamente "Shibaraku!", e comparve sull'hanamichi facendo la sua apparizione.
Attorno al 1746, divenne famosa una parodia di Shibaraku, chiamata Onna Shibaraku, che ne seguiva la stessa trama ma aveva un'eroina femminile. Anche quest'opera venne standardizzata in seguito e la moderna versione è quella rielaborata nel 1901 da Nakamura Shikan V. Questo arrangiamento permette così anche agli on'nagata, attori di sesso maschile che interpretano ruoli femminili, di prendere parte a uno dei più famosi archetipi del teatro kabuki.